# Ray Lankester
Sir Edwin Ray Lankester FRS (Londres, 16 de maio de 1847 — Chelsea, 13 de agosto de 1929) foi um zoólogo britânico.

## Vida
Filho do médico Edwin Lankester. Foi professor catedrático de zoologia (cadeira Jodrell) da University College London, de 1874 a 1890, e de 1891 a 1898 professor catedrático de anatomia comparada (cadeira Linacre) da Universidade de Oxford. De 1898 a 1907 foi diretor do Museu de História Natural de Londres. Em 1870 introduziu o termo homoplasia na linguagem especializada.
Foi amigo próximo de Karl Marx e um dos participantes das cerimônias fúnebres de Marx, em 17 de março de 1883, em Londres.

## Carreira

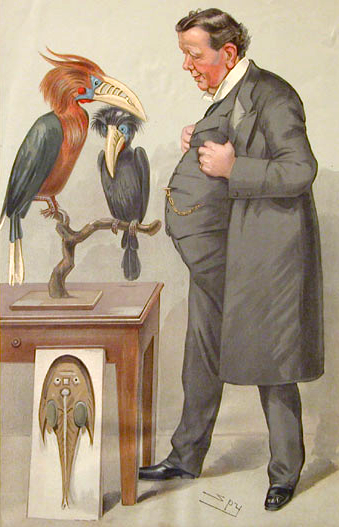
Ray Lankester por Leslie Ward, Vanity Fair 1905.

Depois de Thomas Henry Huxley, a influência mais importante em seu pensamento foi August Weismann, o zoólogo alemão que rejeitou o lamarckismo e defendeu sinceramente a seleção natural como a força-chave na evolução em uma época em que outros biólogos tinham dúvidas. A separação de germoplasma (material genético) de soma (células somáticas) por Weismann foi uma ideia que levou muitos anos até que seu significado fosse geralmente apreciado. Lankester foi um dos primeiros a perceber sua importância: sua plena aceitação da seleção veio após a leitura dos ensaios de Weismann, alguns dos quais ele traduziu para o inglês.
Lankester foi extremamente influente, embora talvez mais como professor do que como pesquisador. Ernst Mayr disse: "Foi Lankester quem fundou uma escola de selecionismo em Oxford". Aqueles que ele influenciou (além de Weldon) incluíram Edwin Stephen Goodrich (cadeira Linacre em zoologia em Oxford 1921-46) e (indiretamente) Julian Huxley (a síntese evolutiva). Por sua vez, seus discípulos, como EB Ford (genética ecológica), Gavin de Beer (embriologia e evolução), Charles Elton (ecologia) e Alister Hardy (biologia marinha) dominaram durante meados do século XX.
Como zoólogo, Lankester foi um anatomista comparativo da escola de Huxley, trabalhando principalmente com invertebrados. Ele foi o primeiro a mostrar a relação do caranguejo-ferradura ou Limulus com os Aracnídeos. Seus espécimes Limulus ainda podem ser vistos no Grant Museum of Zoology da UCL hoje. Ele também foi um escritor volumoso sobre biologia para o público em geral; nisso ele seguiu o exemplo de seu antigo mentor, Huxley.
Ele publicou mais de 200 artigos durante sua carreira. Para uma visão geral de seu trabalho científico, consulte o obituário de Edwin S. Goodrich.

### Invertebrados e degeneração
Os livros de Lankester História do desenvolvimento dos moluscos (1875) e degeneração: um capítulo no darwinismo (1880) estabeleceram-no como um líder no estudo das histórias de vida dos invertebrados. Em Degeneration ele adaptou algumas idéias de Ernst Haeckel e Anton Dohrn (o fundador e primeiro diretor da Estação Zoológica, Nápoles). Conectando o trabalho de Dohrn com o darwinismo, Lankester sustentava que a degeneração era um dos três caminhos gerais que a evolução poderia tomar (sendo os outros equilíbrio e elaboração). A degeneração era uma supressão da forma, "Qualquer novo conjunto de condições que ocorrem a um animal que torna sua alimentação e segurança facilmente alcançadas, parece levar, via de regra, à degeneração". degeneração era bem conhecida em parasitas, e Lankester deu vários exemplos. Em Sacculina, gênero de cracas parasitas de caranguejos, a fêmea é pouco mais que "uma bolsa de ovos, e se alimenta dos sucos de seu hospedeiro por processos radiculares" (+ ilustração em xilogravura). Ele chamou esse processo evolutivo degenerativo em parasitas metamorfose retrogressiva.
Lankester apontou que a metamorfose retrógrada pode ser vista em muitas espécies que não são, estritamente falando, degeneradas. "Se não fosse pelas fases recapitulativas da craca, podemos duvidar que os naturalistas algum dia teriam adivinhado que se tratava de um crustáceo". O lagarto Seps (Tetradactylus) tem membros que são "ridiculamente pequenos", e Bipes, um lagarto escavador, não tem membros anteriores e os posteriores reduzidos a cotos. Os Dibamidae são lagartos sem patas de florestas tropicais que também adotam o hábito de cavar. Cobras, que desenvolveram formas únicas de locomoção, e provavelmente são derivados de lagartos. Assim, a degeneração ou metamorfose retrógrada às vezes ocorre à medida que as espécies se adaptam às mudanças nos hábitos ou estilo de vida.
Como evidência de degeneração, Lankester identifica o desenvolvimento recapitulativo do indivíduo. Essa é a ideia propagada por Ernst Haecke como fonte de evidências evolutivas (teoria da recapitulação). Como antecedentes da degeneração, Lankester lista:
1. Parasitismo
2. Fixação ou imobilidade (hábito séssil)
3. Nutrição vegetativa
4. Redução excessiva de tamanho
Ele também considerou o axolotl, uma salamandra-toupeira, que pode se reproduzir enquanto ainda está em sua forma larval sem amadurecer em um adulto terrestre. Lankester observou que esse processo poderia levar a evolução subsequente da corrida para uma direção totalmente diferente e improvável. Essa ideia, que Lankester chamou de superlarvação, agora é chamada de neotenia.
Lankester estendeu a ideia de degeneração às sociedades humanas, que hoje tem pouco significado, mas é um bom exemplo de um conceito biológico invadindo as ciências sociais. Lankester e H. G. Wells usaram a ideia como base para propaganda em favor da reforma social e educacional.

## Condecorações
Em 1875 foi eleito Membro da Royal Society, da qual recebeu em 1885 a Medalha Real e em 1913 a Medalha Copley. Em 1920 recebeu a Medalha Linneana da Linnean Society of London. Em 1907 foi elevado a Cavaleiro Comandante (KCB) da Ordem do Banho.

## Publicações
Seus escritos profissionais incluem o seguinte:
- A Monograph of the Cephalaspidian Fishes (1870)
- On comparative longevity in man and the lower animals (1870)
- Contributions to the Developmental History of the Mollusca (1875)
- Notes on the embryology and classification of the Animal Kingdom: comprising a Revision of Speculations relative to the Origin and Significance of the Germ-layers Quarterly Journal of Microscopical Science Vol 17 Pages 399-454 (1877)
- Degeneration: a chapter in Darwinism. [S.l.: s.n.] 1880 (1880)
- Limulus an Arachnid Quarterly Journal of Microscopical Science Vol 21 Pages 504-548 (1881)
- The Advancement of Science (1889), collected essays
- A Treatise on Zoology (1900–09), (editor)[9]
  - Part 1, fascicle 1: Introduction and Protozoa (1909) by S.J. Hickson, J.J. Lister, F.W. Gamble, A. Willey, H.M. Woodcock, W.F.R. Weldon and E. Ray Lankester
  - Part 1, fasc. 2: Introduction and Protozoa (1903) by S.J. Hickson, J.J. Lister,F.W. Gamble, A. Willey, H.M. Woodcock, W.F.R. Weldon and E. Ray Lankester
  - Part 2: The Porifera and Coelentera (1900) by E.A. Minchin, G. Herbert Fowler and Gilbert C. Bourne ('Introduction' by E. Ray Lankester)
  - Part 3: The Echinoderma (1900) by F.A. Bather, J.W. Gregory and E.S. Goodrich[10]
  - Part 4: The Platyhelmia, Mesozoa, and Nemertini (1901) by W. Blaxland Benham[11]
  - Part 5: Mollusca (1906) by Paul Pelseneer
  - Part 7, fasc. 3: Appendiculata—Crustacea (1909) by W.T. Calman
  - Part 9, fasc. 1: Vertebrata Craniata (1909) by E.S. Goodrich
- Extinct Animals (1905)
- Nature and Man (1905) (Romanes Lecture for 1905)
- The Kingdom of Man (1907)
- Science from an Easy Chair (1910)
- Great and Small Things (1923)
- Fireside Science (1934)
- Lankester, R. (1925) Some diversions of a Naturalist, Methuen & Co, Ltd., London. pp. 220.

Os Lankester Pamphlets são mantidos na National Marine Biological Library da Marine Biological Association em Plymouth. Consistem em 43 volumes de reimpressões, com um índice do autor.